# Regierung Stauning VI
Die Regierung Stauning V (dän. regeringen Stauning V) unter Ministerpräsident Thorvald Stauning war vom 8. Juli 1940 bis zum 4. Mai 1942 die dänische Regierung. Sie endete einen Tag nach dem Tode des Ministerpräsidenten. Es war die zweite Regierung unter deutscher Besatzung, wenn man vom letzten Tag der Regierung Stauning IV absieht.
Die Regierung war die 38. Regierung seit der Märzrevolution. Viele Minister aus der vorangegangenen Regierung behielten ihr Amt, jedoch wurden einige sozialdemokratische Minister durch Politiker der Venstre und der konservativen Volkspartei ersetzt.

## Kabinettsliste
| Ressort                                                | Name                | Partei                      | Amtsperiode             |
| ------------------------------------------------------ | ------------------- | --------------------------- | ----------------------- |
| Ministerpräsident                                      | Thorvald Stauning   | Socialdemokraterne          | bis zum 3. Mai 1942     |
| Äußeres                                                | Erik Scavenius      | parteilos                   |                         |
| Finanzen                                               | Vilhelm Buhl        | Socialdemokraterne          |                         |
| Krieg und Marine (vereinigt als Verteidigungsminister) | Søren Brorsen       | Venstre                     |                         |
| Kirche                                                 | Vilhelm Fibiger     | Det Konservative Folkeparti |                         |
| Bildung                                                | Jørgen Jørgensen    | Det Radikale Venstre        |                         |
| Justiz                                                 | Harald Pedersen     | parteilos                   | bis zum 9. Juli 1941    |
| Justiz                                                 | E. Thune Jacobsen   | parteilos                   | ab dem 9. Juli 1941     |
| Inneres                                                | Knud Kristensen     | Venstre                     |                         |
| öffentliche Arbeiten                                   | Gunnar Larsen       | parteilos                   |                         |
| Landwirtschaft und Fischerei                           | Kristen Bording     | Socialdemokraterne          |                         |
| Industrie, Handel und Seefahrt                         | J. Christmas Møller | Det Konservative Folkeparti | bis zum 3. Oktober 1940 |
| Industrie, Handel und Seefahrt                         | Halfdan Hendriksen  | Det Konservative Folkeparti | ab dem 3. Oktober 1940  |
| Soziales                                               | Johannes Kjærbøl    | Socialdemokraterne          |                         |

## Quelle
- Statsministeriet: Regeringen Stauning VI